# Esplingerode (Adelsgeschlecht)

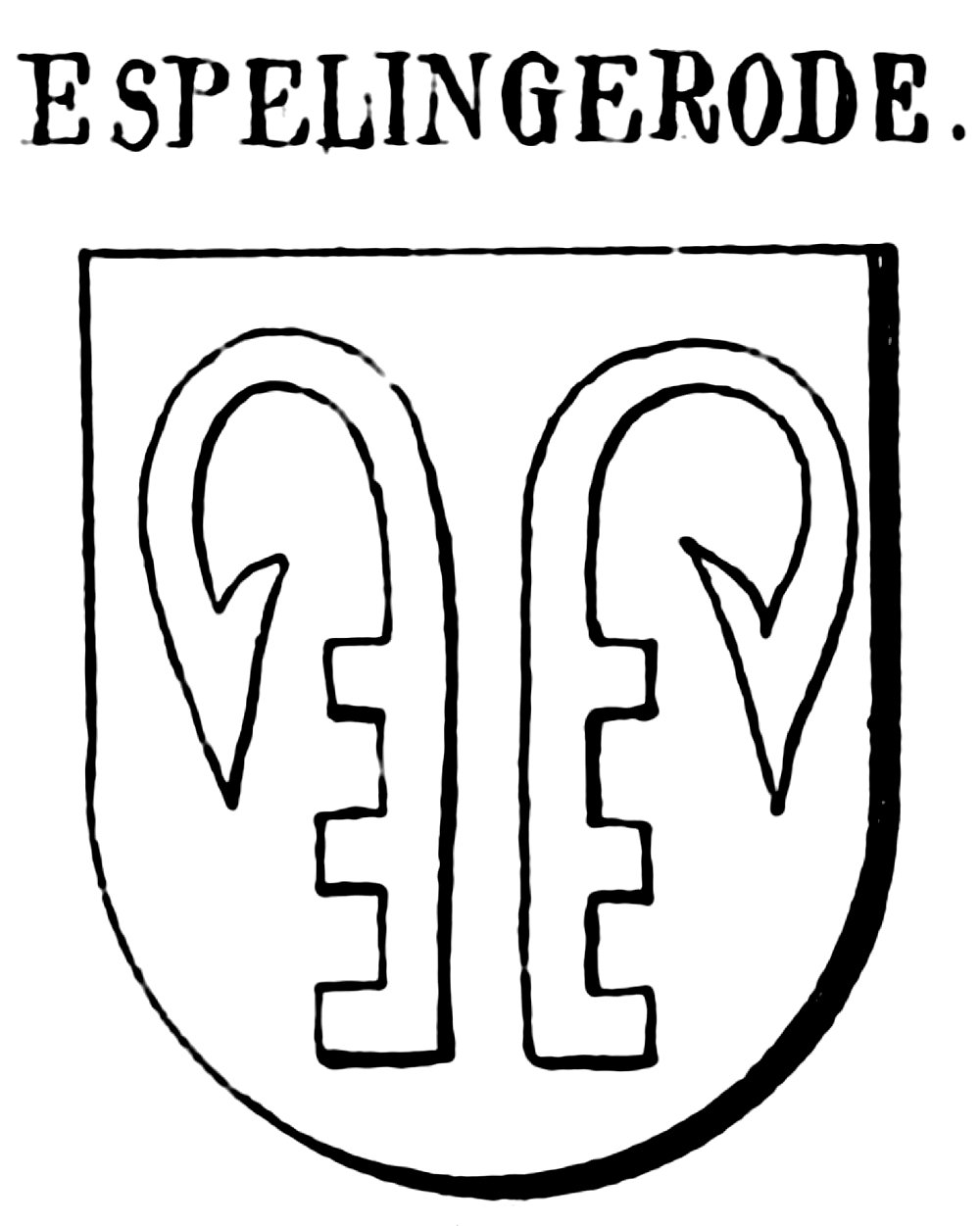
Das Wappen derer von Esplingerode in Siebmachers Wappenbuch

Die Herren von Esplingerode waren ein altes niedersächsisches Adelsgeschlechts, benannt nach der Ortschaft Esplingerode bei Duderstadt.

## Geschichte
Nach Angaben von Johannes Letzner und Johann Georg Leuckfeld entstammt die Adelsfamilie von Esplingerode vermutlich der uradligen Familie Rieme und dessen Familienzweig von Bockelnhagen, sie beziehen sich dabei auf die Ähnlichkeit der Wappen. Dietrich von Esplingerode war vermutlich der erste seines Geschlechtes, der sich nach dem Ort Esplingerode nannte. Sie gehörten als Ministeriale zum niederen Adel. Die erste sichere Erwähnung ist für das Jahr 1266 bekannt, wo Dietrich als Zeuge auftritt. Eine Burg oder befestigte Anlage als Wohnsitz ist im Ort nicht nachgewiesen.
Neben ihrem Eigenbesitz waren sie Lehensnehmer der Welfen, der Mainzer Erzbischöfe, der Herren von Plesse, der Grafen von Lauterberg, der Landgrafen von Hessen insbesondere in Orten des Untereichsfeldes und von den Grafen von Beichlingen besaßen sie von 1288 bis 1343 die Vogtei über das Kloster Gerode. Sie traten sehr häufig als Zeugen dieser Herren in Erscheinung. 1281 war Adrian von Esplingerode Vogt der Braunschweiger Herzöge auf der Harliburg.
Im Jahre 1352 werden sie als Teilinhaber der Allerburg genannt. Henning (1398) und Heinrich (1420) waren Burgmänner auf der Allerburg. 1424 verkaufte Bruning seinen Burgmannssitz in Gieboldehausen an Ludolf von Medenheim. 1398 werden Familienmitglieder genannt, als sie ihre Güter in Langenhagen an das Kloster Teistungenburg verkaufen. Letztmals wurde 1435 ein Herr von Esplingerode genannt, als er seinen Burgmannslehen auf der Allerburg an Heinrich von Wintzingerode verkauft.

## Vertreter des Adelsgeschlechtes
Bei Johann Georg Leuckfeld werden folgende Mitglieder der Familie Seulingen nach Generationen aufgelistet (die Angaben für die Zeit vor 1266 sind fraglich):
- Dietrich von Esplingerode (1209):
  - Heine,
  - Martin (1236) und
  - Johann (1244) von Esplingerode
    - Burchardt (1303, 1310) mehrfach auf Schloss Lutterberg bei Graf Otto
    - Dietrich (1274, 1302) wird mehrfach als Zeuge genannt
      - Johann (1313, 1325), Ritter
        - Grubo (1345)
        - Henning (1345, 1373), wird 1363 und mit denen von Minningerode in einer Klageschrift genannt

      - Ehrenfried (1313), Ritter
      - Thilo (1325), Knappe
        - Tochter Hedwig (1370 im Kloster Osterode)[6]

Als weitere Vertreter der Adelsfamilie sind nachgewiesen:
- Eckbert von Esplingerode (1286) im Kloster Gerode
- die Brüder Henning (der oben genannte?) und Johann (1369) versöhnen sich mit dem Mainzer Erzbischof und der Stadt Duderstadt
- Henrich (der oben genannte Henning?) von Esplingerode (1396)

Nach neueren Literaturangaben sind ungefähr 8 Generationen derer von Esplingerode in Urkunden genannt, von 1266 (Dietrich I.) bis 1435 (ohne Namen).